# 7. september
7. september er dag 250 i året i den gregorianske kalender (dag 251 i skudår). Der er 115 dage tilbage af året.
Roberts dag, men det er usikkert, hvilken Robert, men formentlig efter en kardinal fra Rom, der levede i slutningen af 1500-tallet.

### Begivenheder
Født - Dødsfald
- 1228 - Den tyske kejser Frederik 2. ankommer til Acre i Israel, hvor han påbegynder det 6. korstog, der medfører Kongeriget Jerusalems fredelige genoprettelse af kontrollen med Jerusalem.[1]
- 1701 - I Haag indgår Storbritannien, Holland og det Tysk-romerske rige en alliance rettet mod Frankrig.
- 1736 - En forordning indskærper, at "supplikanter" der skriver til kongen, skal underskrive sig korrekt. Det gælder især de, der søger tilladelse til at blive gift i hjemmet.
- 1764 - Stanislav Poniatovski vælges til konge af Den polsk-litauiske realunion. Han bliver unionens sidste regent.
- 1807 - Efter 5 dages bombardement kapitulerer Københavns kommandant general Peymann til englænderne.
- 1812 - Under Napoleons flettog i Rusland udkæmpes det Napoleonkrigenes blodigste slag ved Borodino. Russerne trækker sig tilbage og evakuerer Moskva, som kun ligger cirka 100 kilometer østpå.
- 1818 - Karl 3. Johan af Sverige-Norge krones til konge af Norge i Trondheim.
- 1822 - Brasilien opnår uafhængighed af Portugal.
- 1838 - Grace Darling bliver national helt efter at have reddet skibbrudne sejlere.
- 1857 Under Mountain Meadows-massakren dræber mormoner i Utah de fleste deltagere i en karavane af nybyggere på vej mod Californien.
- 1892 - I New Orleans bliver 'Gentleman Jim' Corbett verdens første verdensmester i sværvægtsboksning under Queensberryreglerne ved at slå John L. Sullivan ud i 21. omgang. Reglerne foreskriver boksehandsker samt 3 minutters boksning pr. omgang.
- 1901 - Bokseropstanden i Qing-dynastiet (nutidens Kina) afsluttes med underskrift af bokserprotokollen i Peking.
- 1905 - Et jordskælv i Italien dræber tusinder og ødelægger mange landsbyer.
- 1923 - International Criminal Police Organization (INTERPOL) grundlægges.
- 1945 - Hareskov-Værløse Avis udkommer for første gang og fortsætter som enkeltmandsavis i de næste 62 år.
- 1953 – Nikita Khrusjtjov bliver formand for Centralkomiteen i Sovjetunionens kommunistiske parti.
- 1966 - Færgen  Skagerak  forliser - 144 passagerer reddes af Søværnet.
- 1973 - Jackie Stewart vinder Formel 1 mesterskabet for tredje gang.
- 1986 - Biskop Desmond Tutu bliver den første sorte leder af den anglikanske kirke i Sydafrika, da han indsættes som ærkebiskop af Kapstaden.

### Født
- 1533 - Elizabeth 1., dronning af England fra 1558-1603 (død 1603).
- 1726 - François-André Danican Philidor, fransk skakspiller og komponist (død 1795).
- 1746 - Johan Henrik Tauber, dansk skolemand og teolog (død 1816).
- 1815 - John McDougall Stuart, australsk opdagelsesrejsende (død 1866).
- 1909 - Elia Kazan, amerikansk film- og teaterinstruktør (død 2003).
- 1913 - Villem Kapp, estisk komponist (død 1964).
- 1913 - Anthony Quayle, engelsk filmskuespiller (død 1989).
- 1914 - James Alfred Van Allen, amerikansk fysiker (død 2006).
- 1917 - John Warcup Cornforth, australsk videnskabsmand (død 2013).
- 1923 - Peter Lawford, engelsk skuespiller (død 1984).
- 1930 - Baudouin I, konge af Belgien 1951 - 1993 (død 1993).
- 1930   - Sonny Rollins, amerikansk jazzmusiker.
- 1932 - John Paul Getty 2., amerikansk pengemand og filantrop (død 2003).
- 1936 - Buddy Holly, amerikansk rock'n'roll sanger og sangskriver (død 1959).
- 1936   - Else Hammerich, forhenværende EU-parlamentariker (død 2021).
- 1948 - Lise Egholm, dansk skoleleder.
- 1950 - Julie Kavner, amerikansk skuespillerinde (The Simpsons).
- 1954 - Kirsten Siggaard, dansk sanger og skuespiller.
- 1955 - Efim Zelmanov, russisk matematiker.
- 1967 - Erann DD, dansk sanger.
- 1980 - Rikke Skov, dansk håndboldlandsholdsspiller.
- 1981 - Gabriel Alejandro Milito, argentinsk fodboldspiller FC Barcelona

### Dødsfald
- 1548 - Catherine Parr, Henrik 8. af England's sjette kone (født 1512).
- 1864 - G.F. Hetsch, tysk/dansk arkitekt (født 1788).
- 1914 - Walter Holbrook Gaskell, engelsk fysiolog (født 1847).
- 1962 - Karen Blixen, dansk forfatterinde (født 1885).
- 1971 - Hugo Gyldmark, dansk komponist og kapelmester (født 1899).
- 1978 - Keith Moon, engelsk trommeslager i The Who (født 1947) - overdosis.
- 1998 - Christer Glenning, svensk tv-vært og motorjournalist (født 1939) - hjertestop.
- 2005 - Aase Clausen, dansk skuespiller (født 1914).
- 2011 - Stefan Liv, svensk ishockeymålmand (født 1980).
- 2018 - Mac Miller, amerikansk rapper (født 1992).

|  | Denne datoartikel kan blive bedre, hvis der indsættes et (bedre) billede Du kan hjælpe ved at afsøge Wikimedia Commons for et passende billede eller uploade et godt billede til Wikimedia Commons iht. de tilladte licenser og indsætte det i artiklen. |

1. ↑  A History of the Crusades: The Impact of the Crusades on the Near East By Kenneth M. Setton, Norman P. Zacour, Harry W. Hazard, p.363-364